# Ove Høegh Hansen
Ove Høegh Hansen, född 15 april 1832 i Roskilde, död 16 januari 1910 i Köpenhamn, var en dansk trädgårdsmästare och landskapsarkitekt. 
Høegh Hansen, var son till stiftsskrivaren och ombudsmannen för Roskilde domkyrka, justitsråd Christian Høegh Hansen. På våren 1846 kom han i trädgårdslära hos Frederik Julius Koch på Frederiksberg och efter att ha vidareutbildat sig som elev i Botanisk Have, Ledreborgs trädgård och Rosenborgs slotts odlingsträdgård avlade han 1852 trädgårdsexamen. Efter att under två år varit medhjälpare hos Frantz Wendt på Sankt Jørgensbjerg företog han med understöd av inrikesministeriet och det Classenske Fideikommis en längre utlandsresa. Han arbetade i flera av de större såväl privat- som handelsträdgårdar i England 1854–1856, och efter en kort vistelse i van Houttes trädgård i Gent återvände han via Paris och Hamburg till Danmark. Han påbörjade nu självständig verksamhet och inriktade sig på landskapsarkitektur, främst på tillskyndan av sin mor, en dotter till slottsförvaltare Voigt, som gjorde sig känd genom omdaningen av Søndermarken och Frederiksbergs trädgård. Han utvecklade en mycket omfattande verksamhet; han utförde över 500 större och mindre trädgårds- och parkanläggningar i såväl Sverige som Danmark. Bland större arbeten kan nämnas trädgården vid Alhambra, vid herrgårdarna Hvedholm, Spanager och Klintholm, liksom även flera offentliga anläggningar som Kungsparken i Malmö, anläggningarna vid Silkeborgs badanstalt, Ålborg och Slagelse. År 1873 anställdes han som Köpenhamns kommuns trädgårdsmästare  och vid Nordiska industri, lantbruks- och konstutställningen 1888, där terrängens användning som trädgård överläts till honom, inlade sig han stor förtjänst.